# Ksenia Solo
Ksenia Solo (* 8. října 1987 Riga, Lotyšská SSR) je lotyšsko-kanadská herečka, která je známá ztvárněním postavy Mackenzie "Kenzi" Malikov v seriálu Dívka odjinud. Také ztvárnila postavu Peggy Shippen v Turn: Washington's Spies či "Natashu" v americkém seriálu Změna je život a Shay Davydov ve třetí řadě Orphan Black.

## Osobní život
Ksenia se narodila v Rize v Lotyšské SSR. Byla vychována v Torontu, kam se v pěti letech přestěhovala s rodinou. Do 14 let studovala balet, avšak po zranění zad přestala. Její matka je bývala balerína.

## Kariéra
Solo hrála Zoey Jones v APTN seriálu renegadepress.com. V letech 2005 a 2006 získala Gemini Award v kategorii Nejlepší výkon v programu nebo seriálu pro děti či mládež (Best Performance in a Children's or Youth Program or Series) za její práci v seriálech a show. Objevila se také v několika jiných kanadských seriálech a filmech. Mezi ně patří například Sousedské peklo, Stav nouze a Kojak.

## Filmografie

### Film
| Rok  | Název                              | Role             | Poznámky     |
| ---- | ---------------------------------- | ---------------- | ------------ |
| 2001 | A Man of Substance                 | Hannah           | krátký film  |
| 2001 | Vysněný svět                       | Abby Lynn Anders |              |
| 2001 | Mezi náma holkama                  | Girl             |              |
| 2002 | Otcovy hříchy                      | Lucinda          |              |
| 2003 | The Republic of Love               | Micheline        |              |
| 2003 | Chráníme své děti                  | Kristyn Posey    |              |
| 2006 | Sousedské peklo                    | Erin Benson      |              |
| 2010 | Černá labuť                        | Veronica         |              |
| 2011 | Únos                               | Emma             |              |
| 2016 | Zvířátko                           | Holly Garling    |              |
| 2017 | Another You                        | Sydney Jameson   |              |
| 2017 | Hledání Felliniho                  | Lucy             | postprodukce |
| 2017 | Tulipani: Liefde, Eer en een Fiets | Anna             |              |

### Televize
| Rok       | Název                                  | Role                      | Poznámky                        |
| --------- | -------------------------------------- | ------------------------- | ------------------------------- |
| 2000      | I Was a Sixth Grade Alien              | Xhanthippe                | díl: „Bride of Pleskit!“        |
| 2000      | Země: Poslední konflikt                | Kathy Simmons             | díl: „Take No Prisoners“        |
| 2001      | Mezi náma holkama                      | dívka                     | TV film                         |
| 2001      | Vysněný svět                           | Abby Lynn Anders          | TV film                         |
| 2002      | Společnost Adventure                   | Natalie                   | díl: „Village of the Lost“      |
| 2002      | Otcovy hříchy                          | Lucinda                   | TV film                         |
| 2003      | Chráníme své děti                      | Kristyn Posey             | TV film                         |
| 2004      | Pohřešovaní                            | Megan Hahn                | díl: „Soudný den“               |
| 2004–2008 | renegadepress.com                      | Zoey Jones                | hlavní role, 42 dílů            |
| 2005      | Kojak                                  | Angela Howard             | díl: „All Bets Off: Part 1“     |
| 2005      | Stav nouze                             | Amy Stein                 | TV film                         |
| 2006      | Sousedské peklo                        | Erin Benson               | TV film                         |
| 2007      | Odložené případy                       | Lena                      | díl: „Cargo“                    |
| 2008      | Za svitu měsíce                        | Bonnie Morrow             | díl: „Fated to Pretend“         |
| 2009      | Crime Stories                          | servírka                  | díl: „The Happy Face Killer“    |
| 2009      | Uklízeč                                | Callie Bell               | díl: „Cinderella“               |
| 2010–2011 | Změna je život                         | Natasha Siviac            | 13 dílů                         |
| 2010–2015 | Dívka odjinud                          | Mackenzie "Kenzi" Malikov | hlavní role, 67 dílů            |
| 2011      | Nikita                                 | Irina                     | díl: „Alexandra“                |
| 2011      | Locke & Key                            | Dodge                     | neprodaný televizní pilotní díl |
| 2012      | Lost Girl Finale Pre-Show              | sama sebe                 | speciál                         |
| 2013      | Lost Girl ConFAEdential                | sama sebe                 | speciál                         |
| 2013      | UPYURS6                                | Kenzi                     | internetový speciál             |
| 2013      | Lost Girl: An Evening at the Clubhouse | sama sebe                 | speciál                         |
| 2015–2017 | TURN                                   | Peggy Shippen             | 30 dílů                         |
| 2015      | Orphan Black                           | Shay Davydov              | 6 dílů                          |